# Penicillium camemberti
Penicillium camemberti — вид роду Penicillium, культура білої цвілі (використовується для закваски кисло-молочних сирів)

## Використання

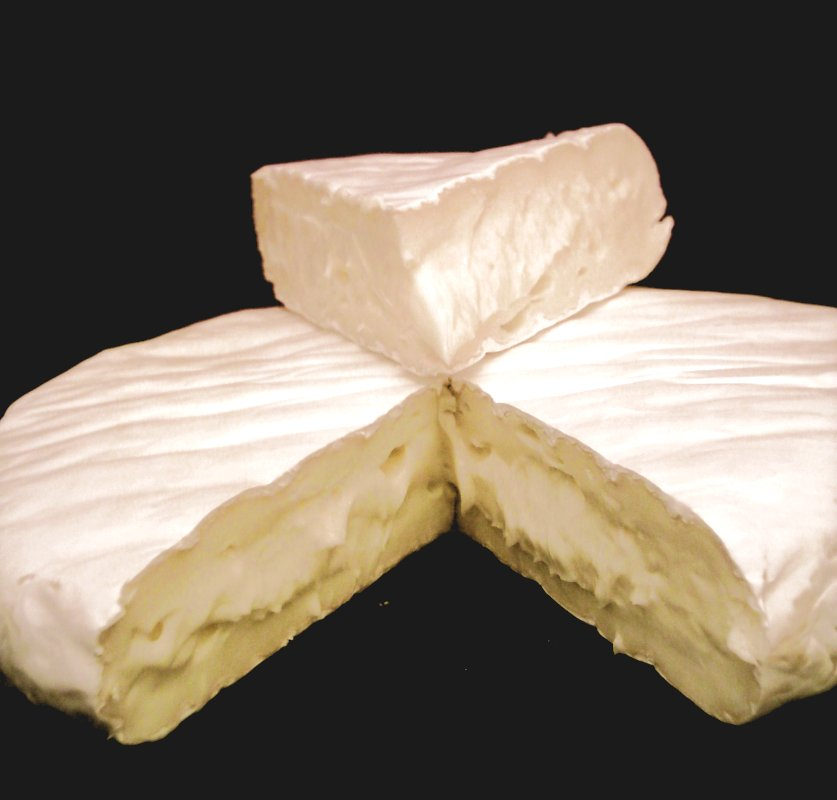
Сир камамбер

Має специфічний запах і смак, використовується при виробництві різних сортів сиру типу брі, камамбер, шаурс — сорти м'якого жирного сиру з коров'ячого молока.